# Grujugan Lor
Grujugan Lor is een bestuurslaag in het regentschap Bondowoso van de provincie Oost-Java, Indonesië. Grujugan Lor telt 5868 inwoners (volkstelling 2010).